# Sameting

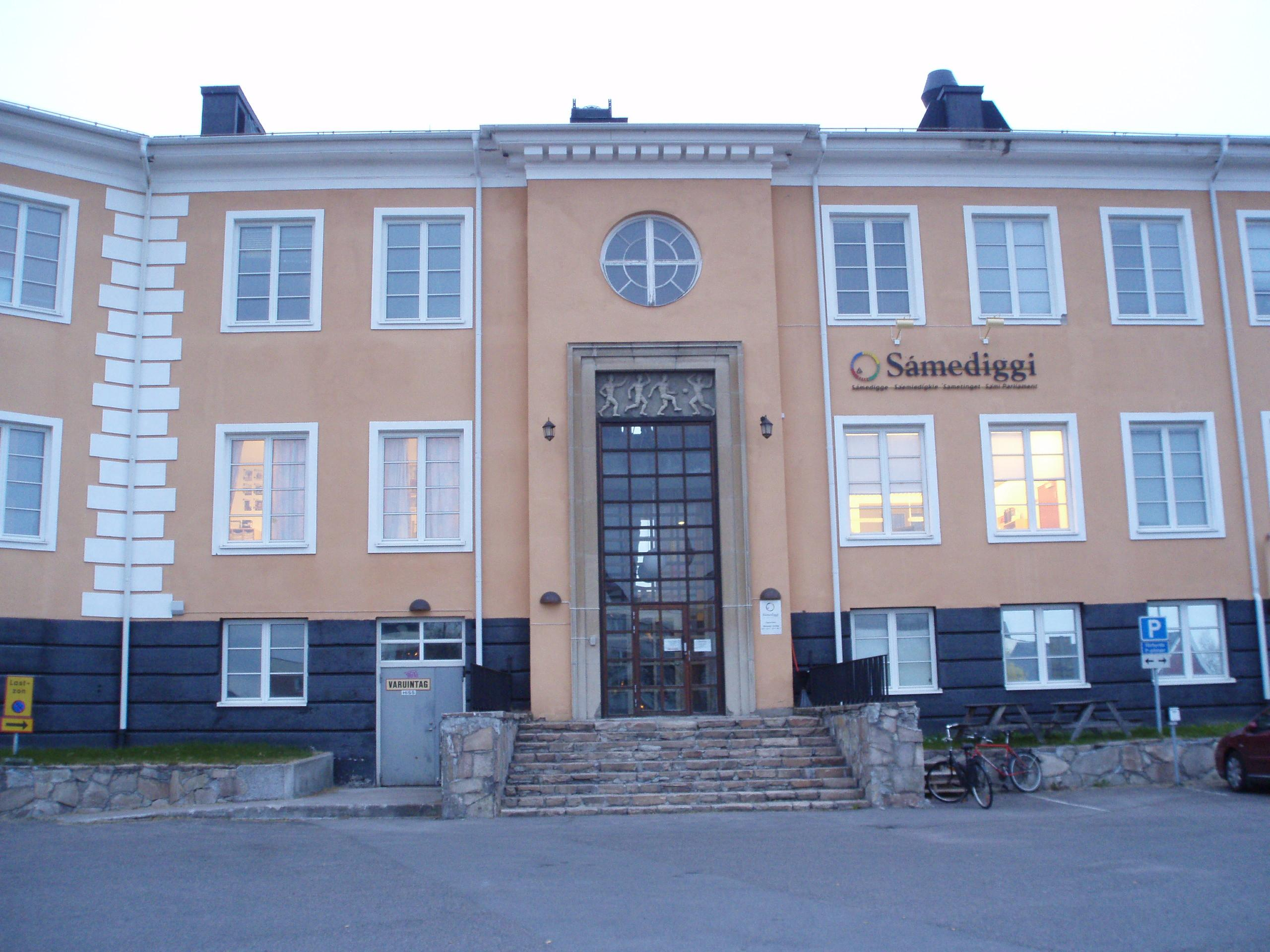
Sametinget i Kiruna

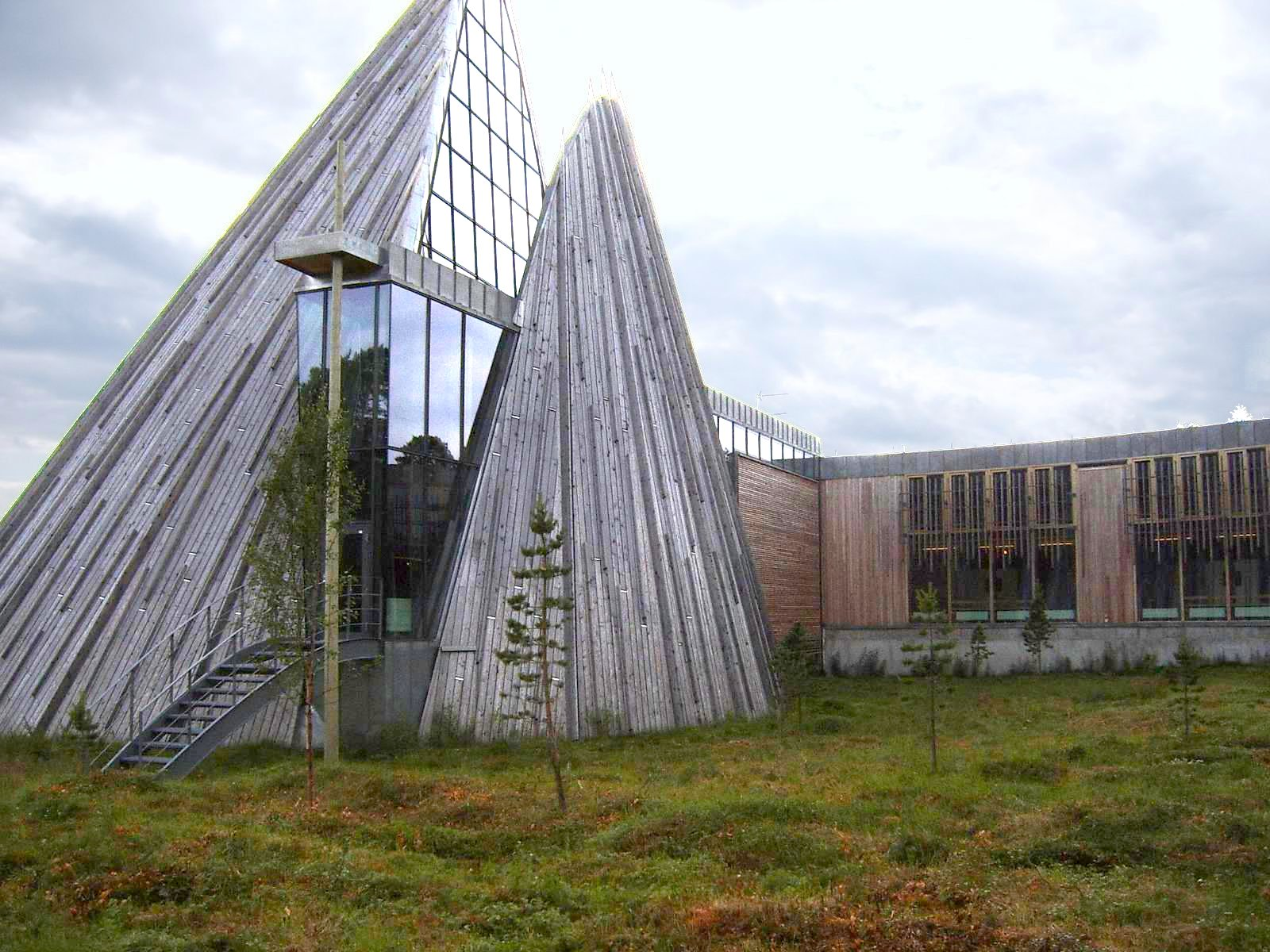
Sametinget i Karasjok

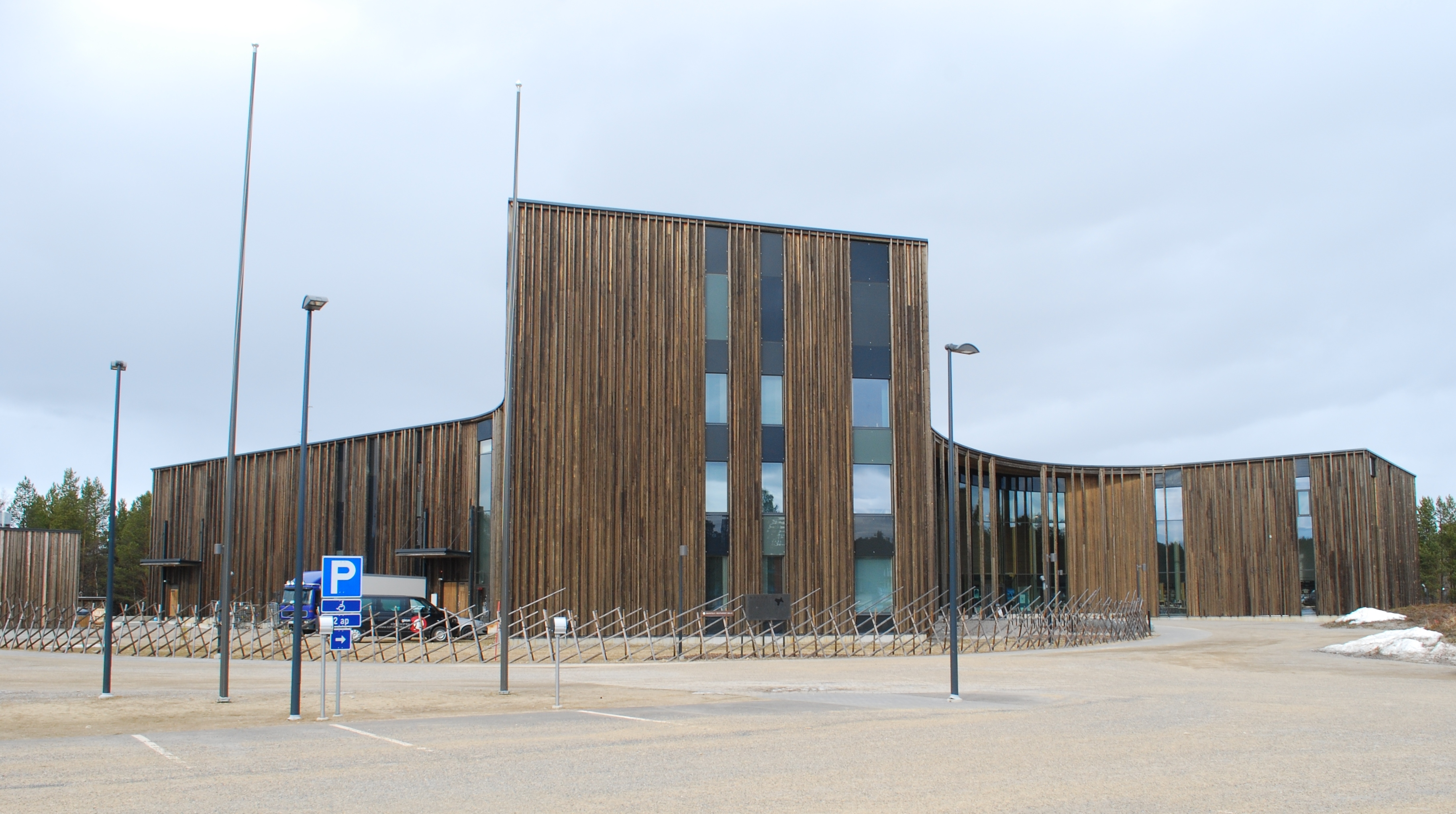
Sametingets lokaler i kulturcentrum Sajos i Enare

Sameting, på nordsamiska sámediggi, är en representativ församling för samisk befolkning.
Sameting finns i Norge, Sverige, Finland och Ryssland. Sametingen i Norge och Finland är självständiga självstyrelseorgan. Sametinget i Sverige är ett statligt förvaltningsorgan, medan Sametinget i Ryssland inte är erkänt av regeringen.
- Sametinget i Sverige, Kiruna, inrättat 1993
- Sametinget i Norge, Karasjok, inrättat 1989
- Sametinget i Finland, Enare, inrättat 1996
- Sametinget i Ryssland, inrättat 2010

De tre sametingen i Norge, Sverige och Finland samarbetar i Samiska parlamentariska rådet, vilket inrättades år 2000.

## Presidenter

### Finland
- Pekka Aikio 1996–2008
- Klemetti Näkkäläjärvi 2008–2015
- Tiina Sanila-Aikio 2015–2020
- Tuomas Aslak Juuso 2020–2023

### Norge
- Ole Henrik Magga 1989–1997
- Sven-Roald Nystø 1997–2005
- Aili Keskitalo 2005–2007
- Egil Olli 2007–2013
- Aili Keskitalo 2013–2016
- Vibeke Larsen 2016–2017
- Aili Keskitalo 2017–2021
- Silje Karine Muotka 2021–2025

### Sverige (titel: styrelseordförande)
- Ingwar Åhrén 1993–1997
- Per-Mikael Utsi 1997–2001
- Lars Anders Baer 2001–2005, 2005–2009
- Sara Larsson 2009–maj 2010, maj–nov. 2011
- Ingrid Inga maj 2010–maj 2011
- Per-Mikael Utsi nov. 2011–2013
- Håkan Jonsson 2013–augusti 2017, 2021–2025
- Per-Olof Nutti augusti 2017–2021